# Poháňka
Poháňka (Cynosurus) je rod trav, tedy z čeledi lipnicovitých (Poaceae). Jedná se o jednoleté i vytrvalé byliny. Jsou zpravidla trsnaté. Stébla jsou 10–90 cm vysoká. Listy jsou ploché, úzké nebo široké (0,5–9 mm), na vnější straně listu se při bázi nachází jazýček. Květy jsou v kláscích, které tvoří jednostrannou, klasovitě staženou latu. Klásky jsou dvoutvaré, fertilní (plodné) obsahují 1–5 květů. Plevy fertillních klásků jsou 2, přibližně stejné, špičaté. Pluchy fertilních klásků jsou osinaté, plušky dvoukýlné. Sterilní (neplodné) klásky umístěné pod fertilními obsahují dlouhé a tuhé plevy a pluchy v podobě hřebínku. Plodem je obilka. Na světě je známo 8 druhů poháňky; jsou rozšířeny v Evropě, západní Asii, severní a jižní Africe, adventivně (nahodile) i jinde.

## Druhy rostoucí v Česku
V České republice je domácí jediný druh, poháňka hřebenitá (Cynosurus cristatus). Je vytrvalá, trsnatá, středně vysoká. Je typickým druhem pastvin, častá na sušších lukách a ve světlých lesích. Kvete v červnu až červenci. Poháňka ježatá (Cynosurus echinatus) pochází z jižní Evropy a do ČR je jen vzácně zavlékána.